# M 98 (галактика)
Messier 98 (англ. M 98, NGC 4192, рус. Мессье 98, другие обозначения — IRAS12112+1510, UGC 7231, ZWG 98.108, MCG 3-31-79, VCC 92, PGC 39028) — спиральная галактика в созвездии Волосы Вероники.
Этот объект входит в число перечисленных в оригинальной редакции «Нового общего каталога».